# Graphogaster brunnea
Graphogaster brunnea là một loài ruồi trong họ Tachinidae.